# Balticococcus oblicus
Balticococcus oblicus är en insektsart som beskrevs av Koteja 1988. Balticococcus oblicus ingår i släktet Balticococcus och familjen filtsköldlöss.
Artens utbredningsområde är Danmark. Inga underarter finns listade i Catalogue of Life.